# Серето (Пистоја)
Серето је насеље у Италији у округу Пистоја, региону Тоскана.
Према процени из 2011. у насељу је живело 87 становника. Насеље се налази на надморској висини од 1223 м.